# Andreas Seehuber
Andreas Seehuber (* 4. November 1929 in Tettelham; † 20. März 2024 in Otting) war ein deutscher Landwirt und Politiker der CSU.

## Leben und Beruf
Seehuber besuchte die Volksschule Otting, die landwirtschaftliche Berufsschule und die landwirtschaftliche Fachschule Traunstein. Er absolvierte die landwirtschaftliche Lehre, legte 1952 die Gehilfenprüfung sowie 1959 die landwirtschaftliche Lehrmeisterprüfung ab. Kurz darauf übernahm er den elterlichen landwirtschaftlichen Betrieb.
Seehuber war verheiratet und Vater von sechs Kindern. Seine letzte Ruhestätte fand er auf dem Friedhof in Otting.

## Politik
1951 trat Seehuber in die CSU ein. Von 1960 bis 1966 war er Kreisvorsitzender der Jungen Union Laufen, von 1968 bis zur Kreisreform 1972 Kreisvorsitzender der CSU Laufen. Danach war er 2. Kreisvorsitzender der CSU in Traunstein. Er war seit 1956 Kreisrat, seit 1966 Gemeinderat, von 1970 bis 1978 Bezirksrat in Oberbayern.
Von 1978 bis 1994 gehörte er dem Bayerischen Landtag an. Er wurde stets im Wahlkreis Oberbayern gewählt.

## Ehrungen
- Bayerischer Verdienstorden
- Ehrenoberst von Kentucky